# Mario Fabbri (musicologo)
Mario Fabbri (Firenze, 7 gennaio 1931 – Firenze, 12 giugno 1983) è stato un musicologo e alpinista italiano.

## Biografia
Compie nella città natale gli studi classici e quelli musicali, studiando dapprima pianoforte e composizione, e poi organo, clavicembalo, spinetta e flauto dolce. Si diploma in Paleografia musicale a Cremona sostenendo la tesi con Federico Mompellio; docente di storia della musica ed estetica musicale al Conservatorio di musica di Firenze dal 1962 al 1982; professore associato in Storia della Musica presso l'Ateneo fiorentino.
I suoi maggiori contributi vertono sulla musica fiorentina del XVI secolo, sulle opere di Alessandro Scarlatti e Francesco Corteccia e sull'invenzione del pianoforte.
Dal 1963 al 1969 diresse l'Accademia Musicale Chigiana di Siena. Fu anche il direttore artistico delle Settimane Musicali Senesi promuovendo manifestazioni concertistiche per la riscoperta del passato musicale italiano.
Professore associato in Storia della Musica presso l'Ateneo fiorentino, fa parte, nel 1967, del corpo docente per il XX Foreign music seminar del Saint Louis (Missouri) Institute of Music; fu docente di musicologia alla Graduate School of fine arts di villa Schifanoia di Firenze (Rosary College di Chicago). Nel 1968, invitato negli Stati Uniti, tenne una serie di lezioni-concerto sul tema: Aspetti inediti della musica strumentale italiana da A. Corelli a F. M. Veracini presso la Duke University, nella Carolina del Nord.
Fu presidente dell'Accademia nazionale Luigi Cherubini dal 1972 al 1980.
È ricordato, inoltre, per l'alto valore della sua opera sulla storia musicale in Toscana fra il XV e XVIII secolo.
Appassionato di montagna fin dalla più giovane età, è guida alpina e nel 1950 fonda e poi dirige per molti anni la Scuola Alpinistica della Sezione di Firenze del CAI, intitolata per sua volontà all'amico e maestro Tita Piaz. Nel 1956, percorre in prima solitaria lo Spigolo Nord del Monte Agner.

## Partiture
- Francesco Corteccia, Passione di Christo secondo Giovanni (per voce recitante e coro a 4 voci virili). Firenze: Accademia Nazionale L. Cherubini, 1970.  (Rinvenimento, trascrizione e ricostruzione del Fabbri). Da questa partitura le incisioni:
- Schola Cantorum Francesco Corradini di Arezzo, voce recitante Arnoldo Foà, Decca 1975;
- Schola Cantorum "Aristotele Pacini" di Atri (Te), voce recitante Carlo Orsini, direttore Carmine Leonzi, solisti Carlo Assogna, Concezio Leonzi, Gianni Di Febo, Carmine Leonzi, 2003.
- A. Scarlatti, Il primo omicidio, oratorio in due parti per sei voci, archi e cembalo (1707), trascrizione ed elaborazione di B. Rigacci e M. Fabbri, condotte sul ms. autografo (e unicum) conservato a San Francisco (USA), Siena, Accademia musicale Chigiana, 1966.
- G. Rossini, Andante tema e variazione in si bem maggiore per clarinetto e piccola orchestra "dedicata ad Alessandro Abate" (ritrovamento e ricostruzione del F.), Siena 1968.

## Opere
- Alessandro Scarlatti e il principe Ferdinando de' Medici, Firenze, L. S. Olschki, 1960 [anche: Firenze, L. S. Olschki, 1961 ("Historiae musicae cultores", 16)].
- L'alba del pianoforte: verità storica sulla nascita del primo cembalo a martelletti, Milano, Nuove edizioni Milano, 1968.
- Nuova luce sull'attivita fiorentina di Giacomo Antonio Perti [,] Bartolomeo Cristofori e Giorgio F. Haendel. Valore storico e critico di una "Memoria" di Francesco M. Mannucci, Firenze, L. Olschki Editore, 1964[3].
- G.A. Perti, in Musicisti lombardi ed emiliani. Per la XV Settimana musicale, 14-21 settembre 1958, a cura di Adelmo Damerini e Gino Roncaglia, Siena, Arti grafiche Ticci, 1958, pp. 133–140.
- Due musicisti genovesi alla corte granducale medicea: G.M. Pagliardi e M. Bitti, in Musicisti piemontesi e liguri. Per la XVI settimana musicale, 13-21 settembre 1959, a cura di Adelmo Damerini e Gino Roncaglia, Siena, Arti grafiche Ticci, 1959, pp. 79–94.
- Le musiche di A. Scarlatti "per il tempo di Penitenza e di tenebre" (Il Ms. n. 443 dell'Accademia filarmonica di Bologna), in I grandi anniversari del 1960 e la musica sinfonica e da camera nell'800 in Italia. Per la XVII Settimana musicale, 24-31 luglio 1960, a cura di Adelmo Damerini e Gino Roncaglia, Siena, Arti grafiche Ticci, 1960, pp. 17–32.
- Un'ignota composizione di un ignoto musicista del Settecento: lo "Stabat Mater" di L.P. Bonsi, in Musiche italiane rare e vive da Giovanni Gabrieli a Giuseppe Verdi. Per la XIX Settimana musicale, 22-30 luglio 1962, Siena, 1962, pp. 243–251.
- Una nuova fonte per la conoscenza di G. Platti e del suo "Miserere". Note interrogative in margine alla monografia di F. Torrefranca, «Chigiana», XXIV (1967), pp. 181–202.